# Universidad Estatal de Carolina del Norte
La Universidad Estatal de Carolina del Norte (North Carolina State University en inglés) es una universidad pública ubicada en Raleigh, Carolina del Norte.	
Fundada en 1887, la universidad es ahora la universidad más grande de Carolina del Norte y forma parte de la Universidad de Carolina del Norte.
Si bien es una universidad con 102 distintas áreas de estudio de pregrado, la universidad se especializa en la agricultura, diseño, ingeniería y textiles.

## Deportes
Los equipos de los Wolfpack participan en las competiciones universitarias organizadas por la NCAA, y forma parte de la Atlantic Coast Conference.